# Шабетијанство
Шабетијанство су јеврејски следбеници рабина Шабетаја Цвија (1626–1676), којег је Натан из Газе 1665. прогласио за Месију. Много Јевреја је тада примило то предање, па и кад је месија Шабетај Цви прешао у Ислам 1666. године. Јевреји који су га следили за време јеврејско-исламске религије звани су Сабатијанци. Делили су се на три групе, верници, сарадници и ратници.
Део Шабетијанаца је у Османском царству живео до 20. века и звали су их Донемех (тур. dönme, конвертит).

## Основање Шабетијанства
Шабетај Цви је био изућен кабалист са добрим познавањем Торе, који је студирао у турском граду Смирна. Веч како млад посветио се духовној пракси, када су се око њега почели сабирати Јевреји Смирне. Имао је периоде пророчких увида и надахнућа, које су се смењивале са периодима дубоке депресије, Шабетај је био склон страним радњама, које су кршиле верске норме. Из Смирне су га отерали 1648, када је себе назвао Месију, по други пут су га отерали из Солуна.
Путујући по земљи у извршавању наређења локалних заједница, он је одлучио да посети младог теолога Натана из Газе (1643–1680), у нади да ће га излечи од депресивног стања. Када је дошао у Газу (1665), Натан је препознао у њему Месију, проналазучи тиме објашњење његовог стања ума.
- Натан из Газе (1643–1680)
- месија Шабетај Цви (1626−1676)
- Сабатај Цеви окрунан као Месија (1666)
- Покајање бивших присталица Сабатијанства у Солуну

## Рефернце
1. ↑  И прије тога сам је за себе говорио да је Месија
2. ↑  A Strange Sect in Saloniki". The New York Times. January 26, 1919.